# フェナセチン
フェナセチン（英:Phenacetin）は、かつて広く使用されていた鎮痛剤であるが、その副作用のためにその使用が控えられている。長期に大量を服用した場合の腎障害や腎盂・膀胱腫瘍の発生リスクの増大等が指摘されている。
日本薬局方からは2003年の第十四改正第一追補によって削除され、現在は、オキシドールの添加物として用いられる他、試薬としての使用にとどまる。

## 関連記事
- アセトアニリド
  - アセトアミノフェン - フェナセチンと同じくアセトアニリド誘導体である。